# Waschmittelwerk Genthin

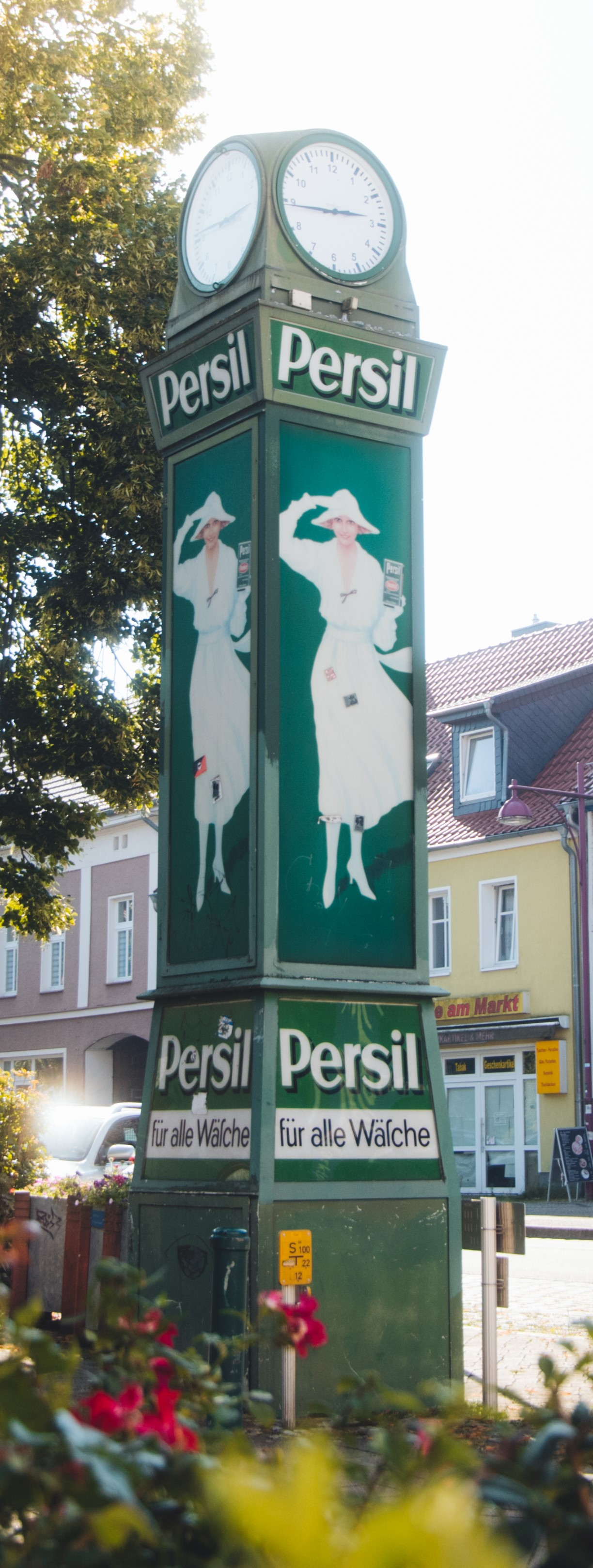
Persiluhr auf dem Genthiner Marktplatz

Das Waschmittelwerk Genthin war eine bedeutende Industrieanlage in der Stadt Genthin, Sachsen-Anhalt, die vor allem für die Produktion von Waschmitteln bekannt war. Es wurde 1921 gegründet und spielte eine zentrale Rolle in der chemischen Industrie der DDR. Bekannt wurde das Werk vor allem durch die Entwicklung und Herstellung des Waschmittels Spee, das zu den erfolgreichsten Produkten der DDR zählte.

## Geschichte

### Gründung und frühe Jahre
Das Waschmittelwerk in Genthin wurde 1921 als Produktionsstätte der Henkel AG & Co. KGaA gegründet. In den folgenden Jahren entwickelte sich das Werk zu einem der führenden Hersteller von Waschmitteln in Deutschland. Henkel nutzte das Werk, um unter anderem das bekannte Waschmittel Persil zu produzieren.

### Verstaatlichung in der DDR
Nach dem Zweiten Weltkrieg wurde das Werk im Rahmen der Enteignungen durch die sowjetische Militäradministration 1945 unter Zwangsverwaltung gestellt. 1957 wurde das Werk in VEB Waschmittelwerk Genthin umbenannt und war fortan Teil der staatlichen Wirtschaft der DDR. Unter der Leitung des Volkseigenen Betriebs entwickelte das Werk ab 1968 das Vollwaschmittel Spee, das sich zu einem der bekanntesten und beliebtesten Waschmittel in der DDR entwickelte.
Während der DDR-Zeit war das Werk einer der größten Produzenten von Waschmitteln und ein bedeutender Arbeitgeber in der Region. Es stellte nicht nur Waschmittel für den heimischen Markt her, sondern exportierte auch in andere Ostblockländer. Ab 1979 war der Betrieb dem Kombinat Agrochemie zugeordnet.

### Nach der Wiedervereinigung: Henkel und Schließung (1990–2009)
Nach der deutschen Wiedervereinigung 1990 wurde das Waschmittelwerk Genthin privatisiert und wieder von Henkel übernommen. Henkel investierte in die Modernisierung der Produktionsanlagen, um den neuen marktwirtschaftlichen Anforderungen gerecht zu werden. Trotz dieser Bemühungen stellte Henkel die Produktion im Werk Genthin im Jahr 2009 ein und verlagerte die Produktion nach Düsseldorf. Das Werk in Genthin wurde daraufhin geschlossen.

### Übernahme durch die Hansa Group (2009–2015)
Nach der Schließung durch Henkel wurde das Werk von der Hansa Group übernommen, die es als Waschmittelwerk Genthin GmbH weiterführte. Die Produktion wurde wieder aufgenommen, und es wurden weiterhin Wasch- und Reinigungsmittel produziert. Im Juli 2014 meldete die Hansa Group jedoch Insolvenz an, und das Werk wurde im Rahmen des Insolvenzverfahrens an die Schweizer Gemini Holding AG verkauft. Diese meldete 2015 ebenfalls Insolvenz an, was zur erneuten Schließung des Werks führte. Im Rahmen der Insolvenz wurden viele der Beschäftigten freigestellt, und der Betrieb kam weitgehend zum Erliegen. Teile des Werks, insbesondere die Sulfieranlage, wurde an das spanische Erdölunternehmen Cepsa verkauft, hinter dem ein Staatsunternehmen aus Abu Dhabi steht.

### Wiedereröffnung durch Thurn Contract Service (2020)
Nach mehreren Jahren des Stillstands kam es 2020 zu einem neuen Lebenszeichen im Waschmittelwerk Genthin. Die Thurn Contract Service GmbH, eine Tochterfirma des Unternehmens Thurn Produkte GmbH aus Neunkirchen-Seelscheid, übernahm das Werk und nahm die Abfüllanlagen schrittweise wieder in Betrieb.

### Wiedereröffnung durch die Genthin Hygiene Liquids GmbH (2021)
Im Dezember 2021 erhielt das Werk einen neuen Eigentümer. Die Genthin Hygiene Liquids GmbH, ein Tochterunternehmen des süddeutschen Großhandelsunternehmens Dr. Schnell GmbH & Co. KGaA, übernahm den Betrieb und nahm die Produktion von Reinigungsmitteln im Chemiepark Genthin wieder auf.